# Aroui hamatopodus
Aroui hamatopodus is een vlokreeftensoort uit de familie van de Scopelocheiridae. De wetenschappelijke naam van de soort is voor het eerst geldig gepubliceerd in 1989 door Lowry & Stoddart.